# Prionyx indus
Prionyx indus är en biart som först beskrevs av Carl von Linné 1758.
Prionyx indus ingår i släktet Prionyx och familjen grävsteklar. Inga underarter finns listade i Catalogue of Life.